# Templeton College
Pour les articles homonymes, voir Templeton.
Templeton College est un ancien collège de l'université d'Oxford, spécialisé dans l'enseignement de la gestion et du management. Ses liens avec la Saïd Business School étaient par conséquent très forts. Depuis 2008, le collège a fusionné avec Green College pour former Green Templeton College.

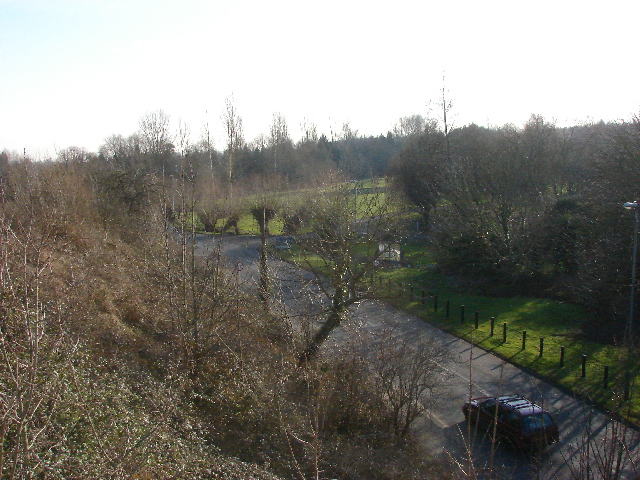
Egrove Park (à droite de la route) faisait partie de Templeton College.